# Jacques Stotzem
Jacques Stotzem (Verviers, 1959) è un chitarrista belga, conosciuto per il suo fingerstyle su chitarra acustica.
Ha registrato 3 album su vinile e 10 CD, ed ha collaborato con numerosi artisti in diversi progetti musicali.
Dopo aver visto, all'età di 16 anni, il chitarrista statunitense Stefan Grossman in un programma televisivo, decide di suonare la chitarra acustica da autodidatta diventando già all'età di 19 anni un chitarrista professionista. Prima di iniziare la carriera da solista ha suonato in alcune band e accompagnato diversi artisti.
Stotzem ha sviluppato uno stile personale raffinato ed armonico, attingendo da diversi generi musicali quali blues, jazz, rock e folk. Egli suona con i fingerpicks posti nel pollice e nelle due dita della mano destra (indice e medio), utilizzando la chitarra per produrre suoni percussivi ed effetti armonici.
Jacques Stotzem è diventato ospite regolare presso i più importanti festival europei ed americani ed ha realizzato numerosi tour in tutto il mondo, inclusi paesi come Giappone, Cina e Taiwan.
Nel 2003, la compagnia produttrice di strumenti musicali Avalon Guitars ha introdotto la "Jacques Stotzem Signature model". Dal 2006 la Martin ha prodotto una "OMC Jacques Stotzem Custom Edition".
Stotzem è anche il cofondatore (con Francis Geron)  del "Verviers Guitar Festival".

## Discografia

### CD
- 1990 - Clear Night
- 1992 - Straight On
- 1994 - Two Bridges - con Thierry Crommen (armonica)
- 1996 - Different Ways - duo con Thierry Crommen (armonica)
- 1997 - Fingerprint - con Thierry Crommen (sassofono)
- 1999 - Connections - con Jacques Pirotton (chitarra) e Thierry Crommen (armonica)
- 2002 - Sur Vesdre
- 2005 - In Concert - 2005 (Live)
- 2006 - Colours of Turner - duo con Andre Klenes (contrabbasso)
- 2007 - Simple pleasure
- 2008 - Catch the spirit
- 2011 - Lonely Road
- 2013 - Catch the spirit II

### Album in vinile
- 1982 - Last thought before sleeping
- 1985 - Training
- 1988 - Words from the heart

### DVD
- 2004 - Jacques Stotzem in Taiwan

### Contributi varî
- 1994 - CD Paysages Acoustiques - "10e édition des Stages Internationaux de Musique".
- 1997 - Marcel Dadi - Hommage
- 2003 - Miam Monster Miam - Forgotten Ladies
- 2005 - Miam Monster Miam - Soleil Noir
- 2006 - Sophie Galet - Cyclus